# Kanton Croix
Kanton Croix (Frans: Canton de Croix) is een kanton van het Franse Noorderdepartement. Het kanton maakt deel uit van het arrondissement Rijsel en bestaat uit 5 gemeenten. In 2015 is dit kanton nieuw gevormd uit de voormalige kantons Roubaix-Ouest (2 gemeenten) en Lannoy (3 gemeenten).

## Gemeenten
Het kanton Croix omvat de volgende gemeenten:
- Croix (hoofdplaats)
- Hem
- Lannoy
- Lys-lez-Lannoy
- Wasquehal